# NGC 5506

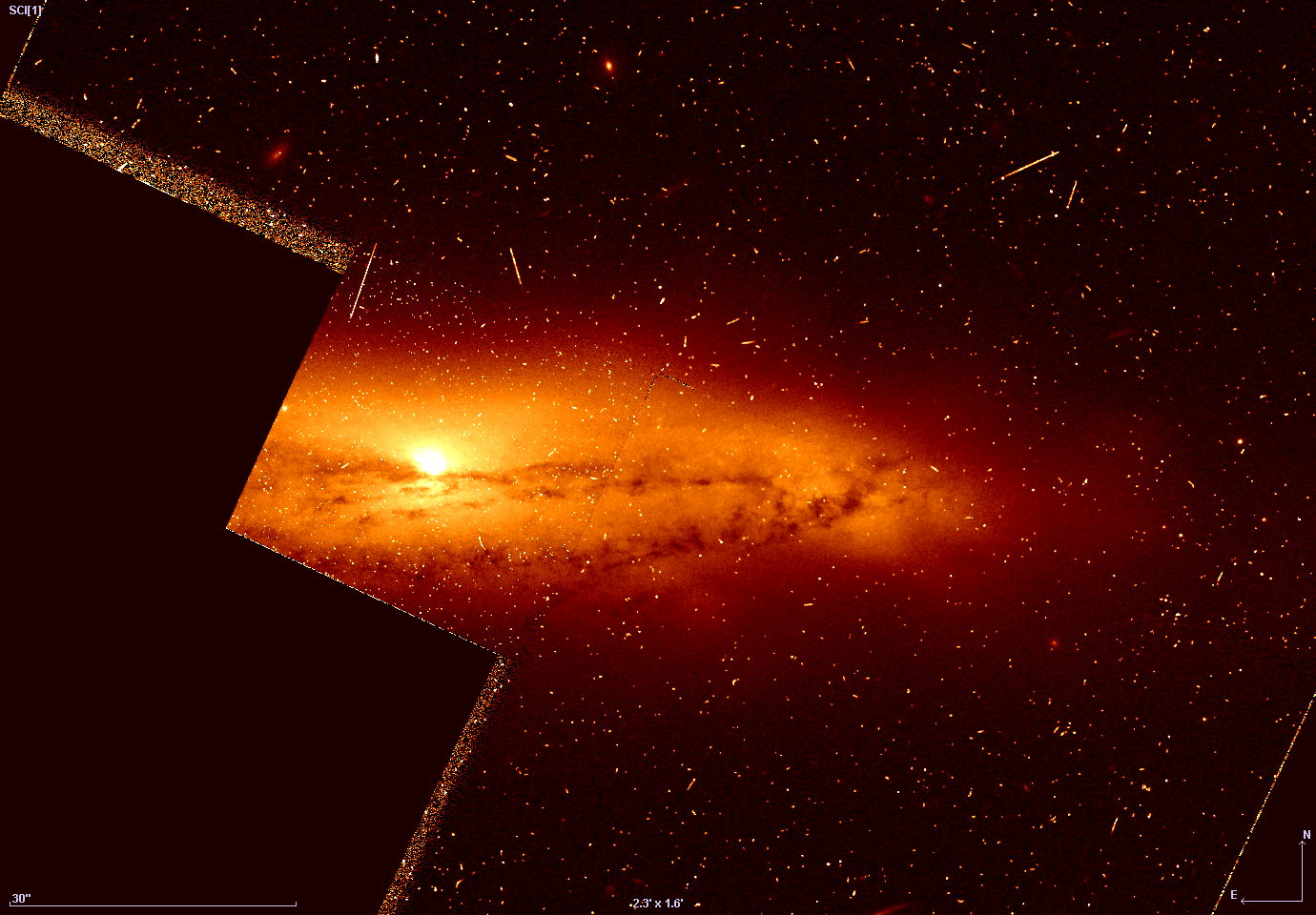
NGC 5506 par le télescope spatial Hubble. Les traits lumineux sur l'image proviennent de l'interaction entre des rayons cosmiques et le capteur CCD.

NGC 5506 est une galaxie spirale vue par la tranche et située dans la constellation de la Vierge. Sa vitesse par rapport au fond diffus cosmologique est de 2 085 ± 18 km/s, ce qui correspond à une distance de Hubble de 30,8 ± 2,2 Mpc (∼100 millions d'al). NGC 5506 a été découverte par l'astronome germano-britannique William Herschel en 1787.
NGC 5506 est une galaxie dont le noyau brille dans le domaine de l'ultraviolet. Elle est inscrite dans le catalogue de Markarian sous la cote Mrk 1376 (MK 1376). La luminosité de NGC 5506 dans l'infrarouge lointain (de 40 à 400 µm)  est égale à 1,38 × 1010 {\displaystyle L_{\odot }} (1010,14{\displaystyle L_{\odot }}) et sa luminosité totale dans l'infrarouge (de 8 à 1 000 µm) est de 3,09 × 1010 {\displaystyle L_{\odot }} (1010,49{\displaystyle L_{\odot }}).
La classe de luminosité de NGC 5506 est I et elle présente une large raie HI. C'est une aussi galaxie active de type Seyfert 1.9.
À ce jour, sept mesures non basées sur le décalage vers le rouge (redshift) donnent une distance de 23,600 ± 4,587 Mpc (∼77 millions d'al), ce qui est à l'intérieur valeurs de la distance de Hubble. Notons cependant que c'est avec la valeur moyenne des mesures indépendantes, lorsqu'elles existent, que la base de données NASA/IPAC calcule le diamètre d'une galaxie et qu'en conséquence le diamètre de NGC 5506 pourrait être d'environ 32,8 kpc (∼107 000 al) si on utilisait la distance de Hubble pour le calculer.

## Trou noir supermassif
Un trou noir supermassif trône au centre de NGC 5506. Plusieurs études de la dispersion des vitesses dans la région centrale ont permis d'estimer sa masse à 8,91 × 107 {\displaystyle M_{\odot }} (107,95). Une étude autre réalisée auprès de 90 galaxies de type Seyfert 2 utilisant la dispersion des vitesses a permis d'estimer la masse des trous noirs supermassifs centraux de celles-ci. Pour M51 (NGC 5194), la masse du trou noir est égale à 4,5 × 106 {\displaystyle M_{\odot }} (106,65).
Selon les auteurs d'un article publié en 2012, la connaissance de la masse d'un trou noir central et du taux d'accrétion par celui-ci permet d'estimer le taux de formation d'étoiles dans la région centrale des galaxies de type Seyfert. Ce taux à l'intérieur d'un rayon de 1 kpc pour NGC 5506 serait de 0,58 {\displaystyle M_{\odot }}/an.

## Groupe de NGC 5506
NGC 5506 est la galaxie la plus brillante d'une groupe de galaxie qui porte son nom. Le groupe de NGC 5506 compte au moins cinq membres. Les quatre autres galaxies du groupe sont NGC 5496, NGC 5507, IC 976 et UGC 9057.

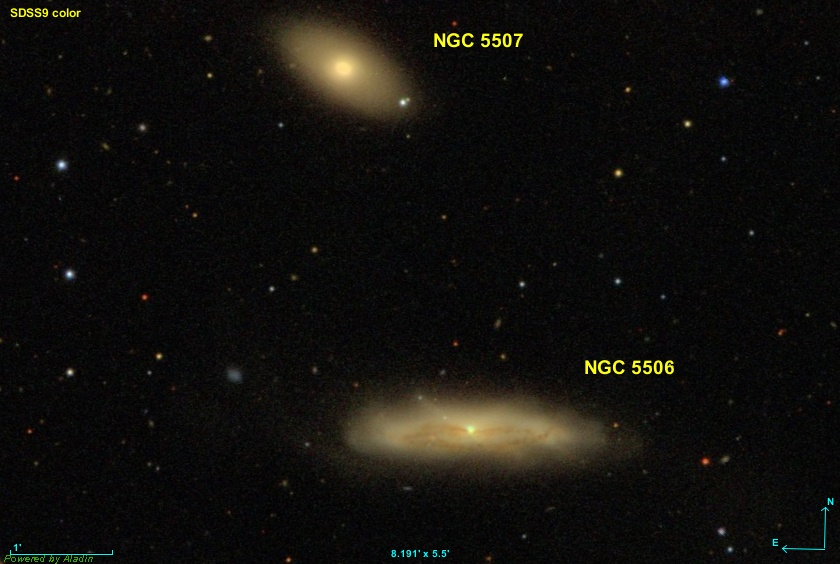
La paire de galaxies NGC 5506 et NGC 5507.

Les galaxies NGC 5506 et NGC 5507 sont voisines l'une de l'autre dans le ciel et à peu près à la même distance de la Voie lactée et elles forment une paire réelle de galaxies.
A. M. Garcia mentionne aussi ce groupe avec exactement les mêmes galaxies, mais il le désigne sous le nom de groupe de NGC 5496 contrairement à un certain usage, car cette dernière n'est pas la plus brillante du groupe.
Le groupe de NGC 5506 fait partie de l'amas de la Vierge III, un des amas galactique du superamas de la Vierge.